# وان دایرکشن
وان دایرکشن (به انگلیسی: One Direction)، که اغلب به اختصار 1D خوانده می‌شود، گروه پسرانه پاپ انگلیسی-ایرلندی است که در سال ۲۰۱۰، در لندن پایه‌گذاری شد. این گروه هنگام فعالیت متشکل از نایل هوران، لیام پین، هری استایلز، لوئیس تاملینسون و زین مالیک (تا سال ۲۰۱۵) بود. این گروه پس از تشکیل و به پایان رساندن با مقام سوم از هفتمین دوره مسابقه خوانندگی تلویزیونی انگلیسی ایکس فاکتور در سال ۲۰۱۰، با سایمون کاول رئیس کمپانی سایکو رکوردز قراردادی امضا کرد. به واسطه موفقیت جهانی توسط رسانه‌های اجتماعی، پنج آلبوم وان دایرکشن، همه شب بیدار (۲۰۱۱)، مرا به خانه ببر (۲۰۱۲)، خاطرات شبانه (۲۰۱۳)، چهار (۲۰۱۴) و ساخته‌شده در بامداد (۲۰۱۵)، صدرنشین بیشترین جدول‌های موسیقی بودند و تک‌آهنگ‌های «چیزی که تو را زیبا می‌کند»، «بهترین ترانه دنیا»، «زندگی کنیم تا وقتی که جوونیم»، «داستان زندگی‌ام» و «درگ می داون» باعث پیشرفت آن‌ها شد.
این گروه حدود ۲۰۰ جایزه شامل هفت جایزه بریت، چهار جایزه موزیک ویدئوی ام‌تی‌وی، شش جایزه موسیقی بیلبورد، هفت جایزه موسیقی آمریکا (شامل هنرمند سال در سال‌های ۲۰۱۴ و ۲۰۱۵) و ۲۸ جایزه برگزیده نوجوانان دارد. آن‌ها چهار تور جهانی را آغاز کرده‌اند که دوتا از آن‌ها همه در ورزشگاه بودند. در سال ۲۰۱۳، آن‌ها حدود ۷۵ میلیون دلار کسب درآمد کردند، که طبق گفته فوربز به دومین پردرآمدترین سلبریتی زیر ۳۰ سال تبدیل می‌شوند. آن‌ها را پرفروش‌ترین هنرمند جهان در سال ۲۰۱۳، فدراسیون بین‌المللی صنعت فونوگرافی (ال‌اف‌پی‌ای) آن‌ها را پرفروش‌ترین هنرمند سال نامید. فوربز آن‌ها را چهارمین سلبریتی پردرآمد جهان در سال ۲۰۱۵، و دومین در سال ۲۰۱۶ اعلام کرد.
پس از انتشار چهار، وان دایرکشن به نخستین گروه در تاریخ بیلبورد ۲۰۰ ایالات متحده تبدیل شد که چهار آلبوم اولشان رتبه یک دارند. سومین آلبوم استودیویی آن‌ها، خاطرات شبانه با فروش چهار میلیون نسخه در سراسر جهان به پرفروش‌ترین آلبوم در سال ۲۰۱۳ تبدیل شد. سومین تورشان، تور جایی که ما هستیم، در حمایت از خاطرات شبانه، پرفروش‌ترین تور سال ۲۰۱۴، پرفروش‌ترین تور توسط یک گروه موسیقی در تاریخ و پانزدهمین تور کنسرت پرفروش در همه دوران‌ها با کسب ۲۹۰٫۲ میلیون دلار (با احتساب تورم) است. در سال ۲۰۱۴، از طرف بیلبورد عنوان هنرمند سال را دریافت کرد. این گروه در ژانویه ۲۰۱۶ دچار وقفه شد، همه اعضا پذیرفتند تا پروژه‌های خودشان را دنبال کنند. تا سال ۲۰۲۰، این گروه در سراسر جهان حدود ۷۰ میلیون نسخه از آثارشان را فروخته است و یکی از پرفروش‌ترین گروه‌های پسرانهٔ محسوب می‌شوند.

## تاریخچه

### ۲۰۱۱–۲۰۱۰: ایکس فاکتور
در سال ۲۰۱۰، نایل هوران، زین مالیک، لیام پین، هری استایلز و لوئیس تاملینسون به عنوان کاندیدهای جداگانه در هفتمین دوره مسابقه خوانندگی تلویزیونی انگلیسی ایکس فاکتور شرکت کردند. همه آن‌ها نتوانستند در رده «پسران» صحنه بوت‌کام رقابت پیشرفت کنند، اما در عوض جمع شدند تا گروهی پسرانه متشکل از پنج پسر تشکیل دهند، بنابراین برای رده «گروه‌ها» واجد شرایط شدند. نیکول شرزینگر، یک داور مهمان، و سایمون کاول هردو ادعا کرده‌اند که ایده تشکیل گروه را ارئه داده‌اند. در سال ۲۰۱۳، کاول گفت که «برایش ۱۰ دقیقه طول کشید تا آن‌ها را به عنوان یک گروه جمع کند». پس از آن، آن‌ها به مدت دو هفته با یکدیگر آشنا شدند و به تمرین پرداختند. استایلز نام وان دایرکشن را برای گروه مطرح کرد. برای آهنگ واجد شرایطشان در «خانه‌های داوران» و اولین آهنگ آن‌ها به صورت گروهی، وان دایرکشن نسخه‌ای آکوستیک از «Torn» را خواند. کاول بعداً اظهار داشت که عملکردشان او را متقاعد کرد که «آن‌ها مانند گروهی از دوستان مطمئن و سرگرم‌کننده هستند، و همچنین بی‌باک». درطی چهار هفته اول نمایش زنده، آن‌ها عملکرد نهایی او در این رقابت بودند. این گروه به سرعت در بریتانیا محبوبیت پیدا کرد.
وان دایرکشن در این رقابت‌ها به مقام سوم رسید و بلافاصله پس از فینال، آهنگشان «برای همیشه جوان»، که اگر در ایکس فاکتور برنده می‌شدند منتشر می‌شد، در اینترنت منتشر شد. اندکی پس از آن، تأیید شد که وان دایرکشن قراردادی توسط کاول با سایکو رکوردز به واسطه ۲ میلیون پوند امضا کردند. ضبط نخستین آلبوم استودیویی آن‌ها از ژانویه ۲۰۱۱ آغاز شد، زیرا آن‌ها به لس آنجلس پرواز کردند تا با ردوان، تهیه‌کننده موسیقی همکاری کنند. کتابی تأییدشده توسط وان دایرکشن، وان دایرکشن: برای همیشه جوان (داستان ایکس فاکتور رسمی ما) توسط هارپرکالینز در فوریه ۲۰۱۱ منتشر شد، پس از آن در صدر بهترین فروش‌های ساندی تایمز قرار گرفت. در همان ماه، گروه و سایر شرکت‌کنندگان مجموعه در تور زنده ایکس فاکتور شرکت کردند. درطی تور، گروه برای ۵۰۰٬۰۰۰ نفر در سراسر بریتانیا اجرا کردند. پس از اتمام تور در آوریل ۲۰۱۱، به کارشان برای ضبط نخستین آلبومشان ادامه دادند. ضبط در استکهلم، لندن و لس آنجلس صورت گرفت، زیرا با تهیه‌کنندگان دیگر از جمله کارل فالک، ساوان کتچا، استیو مک و رامی جیکوب همکاری کردند.
| اجراها و نتیجه‌های ایکس فاکتور | اجراها و نتیجه‌های ایکس فاکتور           | اجراها و نتیجه‌های ایکس فاکتور               | اجراها و نتیجه‌های ایکس فاکتور                              |
| قسمت                          | آهنگ برگزیده                            | موضوع                                       | نتیجه                                                      |
| ----------------------------- | --------------------------------------- | ------------------------------------------- | ---------------------------------------------------------- |
| آزمایش‌های هنری                | هری استایلز: «او دوست‌داشتنی نیست»       | انتخاب آزاد (گرفتار خوانندگی هنگام رانندگی) | مستقیم به بوت‌کام                                           |
| آزمایش‌های هنری                | زین مالیک: «بگذار عاشقت باشم»           | انتخاب آزاد (گرفتار خوانندگی هنگام رانندگی) | مستقیم به بوت‌کام                                           |
| آزمایش‌های هنری                | لیام پین: «رودخانه‌ای برایم گریه کن»     | انتخاب آزاد (گرفتار خوانندگی هنگام رانندگی) | مستقیم به بوت‌کام                                           |
| آزمایش‌های هنری                | نایل هوران: «خیلی بیمار»                | انتخاب آزاد (گرفتار خوانندگی هنگام رانندگی) | مستقیم به بوت‌کام                                           |
| آزمایش‌های هنری                | لوئیس تاملینسون: «هی آنجا دلیله»        | انتخاب آزاد (گرفتار خوانندگی هنگام رانندگی) | مستقیم به بوت‌کام                                           |
| بوت‌کام (روز ۱)                | رده پسران: «مرد درون آینه»              | تک‌آهنگ‌ها                                    | مستقیم به بوت‌کام روز ۲ و ۳                                 |
| بوت‌کام (روز ۳)                | هری: «گریه کردن قلبت را متوقف کن»       | اجراهای تکی                                 | جداگانه؛ وان دایرکشن تشکیل شد و به خانه‌های قاضی‌ها راه یافت |
| بوت‌کام (روز ۳)                | زین: ناشناس                             | اجراهای تکی                                 | جداگانه؛ وان دایرکشن تشکیل شد و به خانه‌های قاضی‌ها راه یافت |
| بوت‌کام (روز ۳)                | لیام: «گریه کردن قلبت را متوقف کن»      | اجراهای تکی                                 | جداگانه؛ وان دایرکشن تشکیل شد و به خانه‌های قاضی‌ها راه یافت |
| بوت‌کام (روز ۳)                | نایل: «شامپاین سوپرنوا»                 | اجراهای تکی                                 | جداگانه؛ وان دایرکشن تشکیل شد و به خانه‌های قاضی‌ها راه یافت |
| بوت‌کام (روز ۳)                | لویی: «کاری کنم که عشقم را احساس کنی»   | اجراهای تکی                                 | جداگانه؛ وان دایرکشن تشکیل شد و به خانه‌های قاضی‌ها راه یافت |
| خانه‌های داوران                | «پاره»                                  | انتخاب آزاد                                 | مستقیم به اجرای زنده                                       |
| اجرای زنده ۱                  | «زنده‌باد زندگی»                         | تک‌آهنگ‌های رتبه یک                           | محفوظ                                                      |
| اجرای زنده ۲                  | «زندگیم بی‌تو مزخرف است»                 | قهرمانان                                    | محفوظ                                                      |
| اجرای زنده ۳                  | «هیچ‌کس نمی‌داند»                         | لذت‌های گناهکار                              | محفوظ                                                      |
| اجرای زنده ۴                  | «قلب‌گرفتگی کامل»                        | هالووین                                     | محفوظ                                                      |
| اجرای زنده ۵                  | «بچه‌ها در آمریکا»                       | سرودهای آمریکایی                            | محفوظ                                                      |
| اجرای زنده ۶                  | «چیزی دربارهٔ طوری که امشب به نظر می‌رسی» | ترانه‌های اثر التون جان                      | محفوظ                                                      |
| اجرای زنده ۷                  | «تنها چیزی که نیاز داری عشق است»        | ترانه‌های اثر بیتلز                          | محفوظ                                                      |
| اجرای زنده ۸                  | «تابستان ۶۹»                            | راک                                         | محفوظ                                                      |
| اجرای زنده ۸                  | «تو خیلی خوشگلی»                        | راک                                         | محفوظ                                                      |
| نیمه نهایی                    | «تنها دختر (در دنیا)»                   | کلاسیک‌های کلاب                              | محفوظ                                                      |
| نیمه نهایی                    | «تعقیب اتومبیل‌ها»                       | آهنگ برای رسیدن به فینال                    | محفوظ                                                      |
| فینال                         | «ترانه تو»                              | انتخاب شرکت‌کننده                            | محفوظ                                                      |
| فینال                         | «او تکه» (با رابی ویلیامز)              | قطعه دوصدایی با سلبریتی                     | محفوظ                                                      |
| فینال                         | «Torn»                                  | انتخاب شرکت‌کننده                            | محذوف؛ جایگاه سوم                                          |

### ۲۰۱۲–۲۰۱۱: همه شب بیدار
در سپتامبر ۲۰۱۱، نخستین تک‌آهنگ وان دایرکشن، «چیزی که تو را زیبا می‌کند» منتشر شد که موفقیتی تجاری و بین‌المللی بود. این تک‌آهنگ به رتبه یک در جدول تک‌آهنگ‌های بریتانیا رسید، پس از آن به دوباره سفارش داده شده‌ترین تک‌آهنگ در تاریخ Sony Music تبدیل شد. تک‌آهنگ‌های بعدی، «باید تو باشی» و «یک چیز» به ده‌تای برتر جدول تک‌آهنگ‌های بریتانیا رسیدند. در نوامبر ۲۰۱۱، آن‌ها قراردادی با کلمبیا رکوردز در آمریکای شمالی امضا کردند. استیو بارنت، رئیس کلمبیا رکوردز اعلام کرد که امضای وان دایرکشن تصمیمی دشوار نیست؛ «من فکر می‌کنم که پوچی وجود دارد، و شاید آن‌ها بتوانند آن را تصاحب و نگه دارند.» در همان ماه، گروه همه شب بیدار، نخستین آلبوم استودیویی‌اش را در انگلستان و ایرلند منتشر کرد. انتقادهایی مثبت برای جذب مخاطبان نوجوان دریافت کرد، و تبدیل به سریع‌ترین فروش نخستین آلبوم در سال ۲۰۱۱ شد. در دسامبر ۲۰۱۱، آن‌ها نخستین تور اصلیشان در انگلستان، تور همه شب بیدار را برگزار کردند. در اصل، این تور در ژانویه ۲۰۱۲ به پایان رسید.
به محض ورود وان دایرکشن به ایالات متحده در فوریه ۲۰۱۲، گروه تبلیغات رادیویی را شروع کرد، همچنین نخستین تور کنسرت آمریکای شمالی آن‌ها به عنوان اجرای افتتاحیه برای بیگ تایم راش، پس از اتمام اولین دوره تور همه شب بیدار، ۱۶ نمایش اجرا کردند. در همان ماه، آن‌ها اعلام کردند که یک دوره در اقیانوسیه به تورشان اضافه شده‌است. آن‌ها نخستین حضور تلویزیونیشان را در برنامه امروز در راکفلر سنتر انجام داند؛ تخمین زده می‌شود ۱۵٬۰۰۰ طرفدار در میدان جمع شدند. «چیزی که تو را زیبا می‌کند» در همان ماه رسماً در ایالات متحده منتشر شد، که با رتبه ۲۸ در ۱۰۰ آهنگ داغ بیلبورد شروع کرد و تبدیل به بالاترین رتبه برای اجرایی انگلیسی از سال ۱۹۹۸ شد. این تک‌آهنگ در ۱۰۰ آهنگ داغ بیلبورد ایالات متحده نهایتاً به رتبه چهار رسید. از ژوئن ۲۰۱۶، ۴٫۸ میلیون نسخه در ایالات متحده فروخته و بیشتر از ۷ میلیون نسخه در سراسر جهان به فروش رسانده‌است. همه شب بیدار در مارس به‌طور بین‌المللی منتشر شد، و وان دایرکشن تبدیل به تنها گروه بریتانیایی شد که نخستین آلبوم استودیویی‌اش به رتبه یک در ایالات متحده رسیده‌است، در نتیجه یک رکورد جهانی گینس ثبت کردند. پس از انتشار بین‌المللی آلبوم در جدول شانزده کشور در صدر قرار گرفت. همچنین همه شب بیدار اولین آلبوم گروهی پسرانه بود که ۵۰۰٬۰۰۰ نسخه دیجیتالی در ایالات متحده به فروش رساند و تا اوت ۲۰۱۲، بیش از ۳ میلیون نسخه در سراسر جهان فروخته بود. این آلبوم سومین آلبوم پرفروش سال، با فروش ۴٫۵ میلیون نسخه بود. پس از موفقیت این آلبوم، در آن ماه یک دوره آمریکای شمالی برای تور تبلیغ شد.

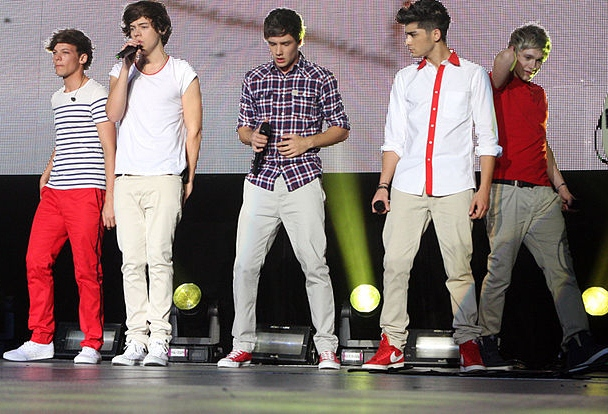
وان دایرکشن درحال اجرا در تور همه شب بیدار در سیدنی، استرالیا در آوریل ۲۰۱۲

تور همه شب بیدار، شامل ۶۲ نمایش بود، که از لحاظ تجاری یک موفقیت بود و توانست نقدهای مثبت منتقدان را دریافت کند و منتقدان توانایی خوانندگی و حضور در صحنه و همچنین فروش بلیت در عرض چند دقیقه خبر دادند. یک کنسرت ضبط‌شده از تور، همه شب بیدار: تور زنده در مه ۲۰۱۲ منتشر شد. علاوه بر دی‌وی‌دی که در جدول‌های بیست و پنج کشور جهان در صدر قرار گرفت، فروش جهانی آن تا سال ۲۰۱۲ بیش از یک میلیون نسخه بود. نخستین کتاب وان دایرکشن که در ایالات متحده تأیید شده‌است، جرئت رؤیایی: زندگی به عنوان وان دایرکشن که در مه ۲۰۱۲ در ایالات متحده منتشر شد، در صدر کتاب‌های پرفروش نیویورک تایمز قرار گرفت. در ژوئن ۲۰۱۲، نیک گاتفیلد، رئیس و مدیر اجرایی سونی میوزیک انترتینمنت بریتانیا اظهار داشت که انتظار دارد وان دایرکشن یک امپراتوری عظیم تجاری ۱۰۰ میلیون دلاری را درطی سال ۲۰۱۳ نمایندگی کند. گاتفیلد اظهار داشت «چیزی که ممکن است دربارهٔ وان دایرکشن بدانید آن است که آن‌ها قبلاً نماینده تجارتی ۵۰ میلیون دلاری بودند، رقمی که انتظار داریم امسال دو برابر شود.» در اوت ۲۰۱۲، رکورد فروش آن‌ها از هشت میلیون تک‌آهنگ، سه میلیون آلبوم و یک میلیون دی‌وی‌دی فراتر رفت، و آن‌ها «چیزی که تو را زیبا می‌کند» در مراسم اختتامیه بازی‌های المپیک تابستانی ۲۰۱۲ در لندن اجرا کردند، که میزبان بازی‌های المپیک تابستانی ۲۰۱۶ در ریو دو ژانیرو بودند. وان دایرکشن برنده بیشترین جایزه در جوایز موزیک ویدئوی ام‌تی‌وی ۲۰۱۲ شدند که آن‌ها هرسه نامزدی‌هایشان را از جمله بهترین هنرمند جدید در ۶ سپتامبر ۲۰۱۲ دریافت کردند.
در آوریل ۲۰۱۲، گروهی آمریکایی با همین نام، درخواست نقض مارک تجاری را تشکیل داد. طبق دادخواست، گروه آمریکایی از سال ۲۰۰۹ از این نام استفاده می‌کرد، دو آلبوم ضبط کرد و برای ثبت مارک تجاری در ایالات متحده در فوریه ۲۰۱۱ اقدام کرد. گروه آمریکایی اعلام کرد که آن‌ها حق دریافت سه برابر سود حاصل از گروه انگلیسی و همچنین برای جبران خسارت یک میلیون دلار خواست. در این دادخواست بیان شد که سایکو و سونی میوزیک «تصمیم به نادیده گرفتن حقوق شاکی گرفت و آن‌ها را به عمد نقض کرد» پس از اینکه در اوایل سال ۲۰۱۱ فهمیدند این دو گروه با نامی مشترک فعالیت می‌کنند. سایکو رکوردز متعاقباً با شکایت مخالفت کرد و اظهار داشت که گروه آمریکایی در تلاش بود تا از موفقیت وان دایرکشن کسب درآمد کند و این گروه پسرانه نخستین گروه در ایالات متحده بود که از این نام استفاده کرده‌است. بی‌بی‌سی در سپتامبر ۲۰۱۲ اعلام کرد که این گروه بریتانیایی دربارهٔ استفاده از نامش دچار اختلاف نظر قانونی شده‌است؛ گروه آمریکایی نامش را به آنچارتد شورز تغییر داد. تغییر نام در بیانیه‌ای مشترک اعلام شد و همچنین خواطر نشان کرد که هردو گروه از نتیجه راضی هستند.

### ۲۰۱۳–۲۰۱۲: مرا به خانه ببر

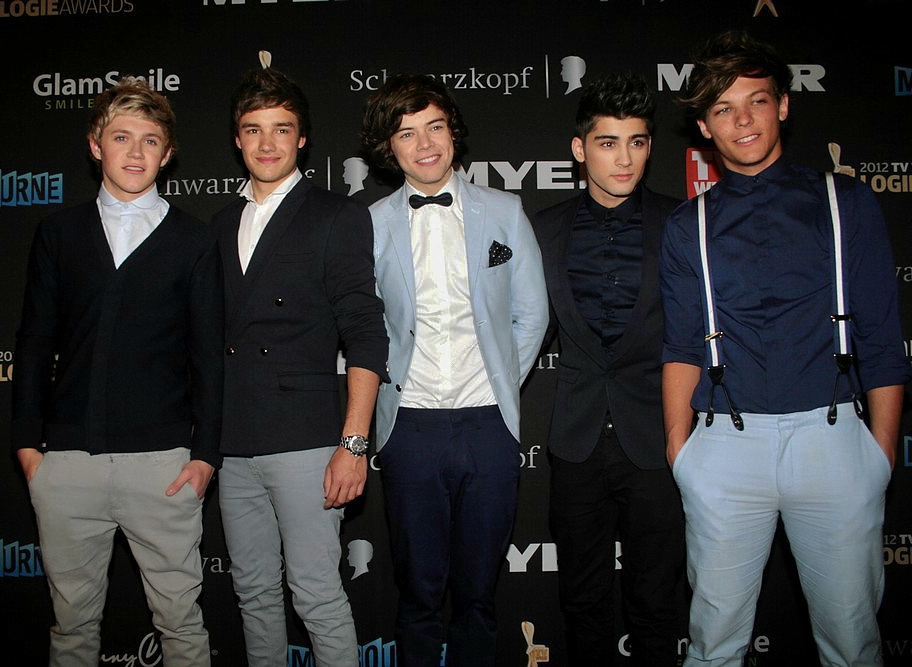
وان دایرکشن در فرش قرمز جوایز لوگی ۲۰۱۲ در ملبورن، ۱۵ آوریل ۲۰۱۲

در سپتامبر ۲۰۱۲، «زندگی کنیم تا وقتی که جوونیم» به عنوان تک‌آهنگ اصلی دومین آلبوم استودیویی آن‌ها منتشر شد و موفقیتی جهانی بود. تقریباً به جدول‌های هر کشوری که رسید جز ده‌تای برتر قرار گرفت و رکورد پرفروش‌ترین تک‌آهنگ در نخستین هفته توسط هنرمندی غیر آمریکایی در ایالات متحده شکست. دومین تک‌آهنگ، «چیزهای کوچک» باعث شد تا گروه دومین تک‌آهنگش با رتبه یک در انگلستان را کسب کند. در نوامبر ۲۰۱۲، دومین آلبوم استودیویی وان دایرکشن، مرا به خانه ببر منتشر شد. این آلبوم موفقیتی بین‌المللی بود و توانست در ۳۵ کشور به رتبه یک برسد. با رسیدن به رتبه یک در بیلبورد ۲۰۰، این گروه به نخستین گروه پسرانه در تاریخ جدول‌های ایالات متحده تبدیل شد که دو آلبوم رتبه یک در همان سال ضبط می‌کند و تبدیل به اولین گروه از سال ۲۰۰۸ شدند که دو آلبوم رتبه یک در همان سال ضبط کرده‌اند. وان دایرکشن تبدیل به نخستین گروهی شد که دو آلبوم اول آن‌ها به رتبه یک در بیلبورد ۲۰۰ می‌رسد. مرا به خانه ببر در نخستین هفته انتشارش در ایالات متحده ۵۴۰٬۰۰۰ نسخه فروخت و در صدر بیلبورد ۲۰۰ قرار گرفت و در بیش از سی و چهار کشور در صدر قرار گرفت. همچنین همه شب بیدار و مرا به خانه ببر تبدیل به سومین و چهارمین آلبوم‌های پرفروش سال ۲۰۱۲ شدند، هر آلبوم ۴٫۴ میلیون نسخه در سراسر جهان فروخته بود. این آلبوم و «چیزهای کوچک» همزمان به رتبه یک در انگلستان رسیدند و وان دایرکشن به جوان‌ترین فرد در تاریخ جدول‌های بریتانیایی برای دستیابی به این شد.
مرا به خانه ببر به صورت گروهی نوشته شده‌است و میانگین آن‌ها کمتر از پنج ترانه‌سرا برای ترانه‌ها است. ساوان کتچا، رامی جیکوب و کارل فالک که تک‌آهنگ‌های «چیزی که تو را زیبا می‌کند» و «یک چیز» را برای گروه ساخته‌اند، شش ماه در استکهلم گذراندند تا آهنگ‌های این آلبوم را بسازند و توانستند نواهایی را در اطراف صدایشان بسازند. وان دایرکشن ضبط این آلبوم را از مه ۲۰۱۲ در استکهلم در استودیوی کینگلت آغاز کردند. طراحی جلد آلبوم گروه را نشان می‌دهد که در کنار یک باجه تلفن سنتی کی۲ بریتانیایی ایستاده‌اند، که منظره‌ای آشنا در خیابان‌های انگلستان است. مرا به خانه ببر نظرات مثبتی از منتقدان موسیقی دریافت کرد. آلبوم به‌خواطر کیفیتش مورد تحسین قرار گرفت، اما به دلیل ماهیت عجیب و غریب آن مورد انتقاد قرار گرفت.
وان دایرکشن «چیزهای کوچک» را در اجراهای گوناگون سلطنتی ۲۰۱۲ در حضور ملکه الیزابت دوم اجرا کرد و اجرایی در مدیسن اسکوئر گاردن در شهر نیویورک در ۳ دسامبر ۲۰۱۲ منتشر کرد. در فوریه ۲۰۱۳، وان دایرکشن نسخه‌ای کاور از «هر طور شده» و «لگد نوجوان‌ها» را تحت نام «هر جور که شده (لگد نوجوان‌ها)» به عنوان تک‌آهنگ ریلیف کامیکس منتشر کرد. به عنوان بخشی از همکاری آن‌ها با مؤسسه خیریه بریتانیا، وان دایرکشن برای داوطلب شدن در یک بیمارستان کودکان، بازدید از یک مدرسه و کمک‌های مالی به غنا سفر کردند.
به دنبال انتشار مرا به خانه ببر، وان دایرکشن دومین تور کنسرتشان، تور مرا به خانه ببر را در فوریه ۲۰۱۳ آغاز کردند. تور کنسرت شامل ۱۲۳ نمایش در اروپا، آمریکای شمالی، اقیانوسیه و آسیا بود. فروش بلیط‌ها در روز اول به ۳۰۰٬۰۰۰ بلیط در انگلستان و ایرلند رسید؛ که شامل اجرایی شش روزه در ورزشگاه او۲ آرنا لندن بود. در بازارهای استرالیا و نیوزیلند، بلیت‌ها ۱۵٫۷ میلیون دلار درآمد کسب کردند که ۱۹۰٬۰۰۰ بلیط برای هجده نمایش فروخته شد. این تور مورد تحسین منتقدان موسیقی قرار گرفت که اجرای زنده و عملکرد را ستودند، موفقیتی تجاری بود و ۱٬۶۳۵٬۰۰۰ بلیط در ۱۳۴ نمایش فروخت. مجموعاً این تور ۱۱۴ میلیون دلار کسب درآمد کرد. شرکت جدول‌های رسمی اعلام کرد که این گروه تا فوریه ۲۰۱۳، ۲٬۴۲۵٬۰۰۰ نسخه در بریتانیا فروخته‌است.

### ۲۰۱۴–۲۰۱۳: خاطرات شبانه و این ما هستیم
«بهترین ترانه دنیا» به عنوان تک‌آهنگ اصلی سومین آلبوم استودیویی گروه در ۲۲ ژوئیه ۲۰۱۳ منتشر شد. این ترانه بیشترین زمان ماندگاری در جدول‌های ایالات متحده تا به امروز است، که به رتبه دو رسید. ویدئوی این تک‌آهنگ رکورد ۲۴ ساعته ویوو را با ۱۰٫۹ میلیون بازدید در یوتیوب شکست (این دومین بار بود و آن‌ها با دستیابی به ۸٫۲ میلیون بازدید «زندگی کنیم تا وقتی که جوونیم» برای نخستین بار این رکورد را شکستند). وان دایرکشن: این ما هستیم، یک فیلم مستند و کنسرت سه‌بعدی درباره گروه به کارگردانی مورگان اسپرلاک و تهیه‌کنندگی اسپرلاک، بن وینستون، آدام میلانو و سایمون کاول است، که در ۳۰ اوت ۲۰۱۳ توسط ترای‌استار پیکچرز منتشر شد. این فیلم موفقیتی در گیشه بود، صدرنشینی در انگلستان و ایالات متحده و کسب بیش از ۶۰ میلیون دلار در سراسر جهان و به چهارمین فیلم کنسرت پرفروش تبدیل شد.
در ۱۶ مه ۲۰۱۳، این گروه اولین تور تمام استودیویی‌اش، تور جایی که ما هستیم را تبلیغ کرد. بلیت‌های تور درطی چند دقیقه به فروش رفت و نمایش‌های بیشتری به دلیل «تقاضای زیاد» به تور اضافه شد. در ۲۳ نوامبر ۲۰۱۳، گروه برای حمایت از خاطرات شبانه در روز اختصاص یافته به طرفدارانشان، «روز وان‌دی» شرکت کردند.

## آلبوم‌ها
- همه شب بیدار (۲۰۱۱)
- مرا به خانه ببر (۲۰۱۲)
- خاطرات شبانه (۲۰۱۳)
- چهار (۲۰۱۴)
- ساخته‌شده در بامداد (۲۰۱۵)

## فیلم‌شناسی
| سال ساخت  | عنوان فیلم                                 | نقش    | یاداشت                              |
| --------- | ------------------------------------------ | ------ | ----------------------------------- |
| ۲۰۱۰      | ایکس فاکتور                                | خودشان | شرکت کننده: سری هفت                 |
| ۲۰۱۲      | آی کارلی                                   | خودشان | قسمت iGo One Direction              |
| ۲۰۱۲      | همه شب بیدار: تور زنده                     | خودشان | آلبوم ویدیویی                       |
| ۲۰۱۲-۲۰۱۴ | پخش زنده شنبه شب                           | خودشان | خواننده مهمان:S37E18، S39E8، S40E10 |
| ۲۰۱۳      | وان دایرکشن: این ما هستیم                  | خودشان | فیلم مستند کنسرت                    |
| ۲۰۱۴      | وان دایرکشن: جایی که ما هستیم - فیلم کنسرت | خودشان | فیلم کنسرت                          |

## انتشارها
- One Direction: Forever Young, HarperCollins (۱۷ فوریه ۲۰۱۱) شابک ‎۹۷۸−۰−۰۰−۷۴۳۲۳۰−۱
- One Direction: The Official Annual 2012, HarperCollins (۱ سپتامبر ۲۰۱۱) شابک ‎۹۷۸−۰−۰۰−۷۴۳۶۲۵−۵
- Dare to Dream: Life as One Direction, HarperCollins (۱۵ سپتامبر ۲۰۱۱) شابک ‎۹۷۸−۰−۰۰−۷۴۴۴۳۹−۷
- One Direction: Where We Are: Our Band, Our Story: 100% Official, HarperCollins (۱۹ نوامبر ۲۰۱۳) شابک ‎۹۷۸−۰−۰۰−۷۴۸۹۰۰−۸
- One Direction: Who We Are: Our Official Autobiography, HarperCollins (۲۵ سپتامبر ۲۰۱۴) شابک ‎۹۷۸−۰−۰۰−۷۵۷۷۳۱−۶